# Kaukasusbeta
Kaukasusbeta (Beta trigyna) är en amarantväxtart som beskrevs av Franz de Paula Adam von Waldstein-Wartemberg och Pál Kitaibel. Kaukasusbeta ingår i släktet betor, och familjen amarantväxter.

## Underarter
Arten delas in i följande underarter:
- B. t. glaberrima
- B. t. foliosa